# Liste des groupes rebelles contrôlant un territoire
Le présent article dresse la liste des groupes rebelles actifs qui contrôlant des territoires, qu'ils soient au niveau sous-national, transnational, ou international. Un « groupe rebelle » est défini ici comme étant une entité utilisant le conflit armé comme moyen d'action contre le(s) gouvernement(s) établi(s), pour des raisons telles que la recherche de changements politiques ou l'établissement, le maintien ou l'obtention de l'indépendance. Les groupes qui « contrôlent un territoire » comprennent tout groupe détenant une ville, un village ou une zone définie, peuplée ou habitée, laquelle se trouve sous l'administration directe ou le contrôle militaire dudit groupe. Ce contrôle peut être contesté et peut être temporaire ou fluctuant, notamment dans le cadre d'un conflit.
Il ne comprend pas les gouvernements d'États sécessionnistes stables ou d'autres États dont la reconnaissance est limitée.

## Liste des groupes rebelles contrôlant un territoire
| État(s)                                     | Groupe rebelle                                                    | Conflit                                                            | Contrôle depuis | Territoire contrôlé | Remarques | Leader                         | Siège                                               |
| ------------------------------------------- | ----------------------------------------------------------------- | ------------------------------------------------------------------ | --------------- | --- | --- | ------------------------------ | --------------------------------------------------- |
| Multinational : Mali Somalie Yémen          | Al-Qaeda                                                          | Guerre du Mali Guerre civile somalienne Guerre civile yéménite     | 2006            | Territoires au centre et au nord du Mali Territoires au sud et à l'est de la Somalie Une partie du gouvernorat de l'Hadramaout et d'Abyan | | Ayman al-Zawahiri              | Tin Zaouatine (Mali) (Mali) Jilib (Somalie)         |
| Multinational : Afghanistan Nigeria Somalie | État islamique                                                    | Conflit afghan Insurrection de Boko Haram Guerre civile somalienne | 2013            | Contrôle territorial limité en Afghanistan, près de la frontière pakistanaise Une douzaine de villages près du lac Tchad, Quelques villages près de Bari                                                                                           | Désigné « organisation terroriste » par l'ONU | Vacant                         | Inconnu                                             |
| Afghanistan                                 | Front national de résistance                                      | Conflit du Panchir                                                 | 2021            | Quelques régions isolées de la province de Panchir[réf. nécessaire] | Des irréductibles de la République islamique d'Afghanistan | Amrullah Saleh                 | En exil au Tadjikistan Certains endroits de Bazarak |
| Birmanie                                    | Kachin Independence Army                                          | Conflit kachin (en)                                                | 2011            | Fractions de l'État kachin au nord de la Birmanie | Branche militaire de l'Organisation indépendantiste kachin (en) | N'Ban La                       | Laiza                                               |
| Birmanie                                    | Armée de l'Alliance Nationale-Démocratique (en)                   | Conflit armé birman                                                | 1989            | Région mongla de l'État shan, | Zone contrôlée depuis le cessez-le-feu de 2011 avec le gouvernement birman | Sai Leun (en)                  | Mong La (en),                                       |
| Birmanie                                    | United Wa State Army                                              | Conflit armé birman                                                | 1989            | État Wa (zone auto-administrée de jure), | Branche militaire de l'United Wa State Party (en) | Bao Youxiang                   | Pangkham (en)                                       |
| Cameroun                                    | Ambazonie – Red Dragon                                            | Crise anglophone au Cameroun                                       | 2019            | Plusieurs villages dans le département de Lebialem (Sud-Ouest) | L'Ambazonie a déclaré son indépendance le 1er octobre 2017. La milice du Red Dragon, qui contrôle certaines parties du département de Lebialem, est nominalement loyale au gouvernement intérimaire d'Ambazonie. | Oliver Lekeaka                 | Inconnu                                             |
| République centrafricaine                   | Coalition des patriotes pour le changement,                       | Deuxième guerre civile centrafricaine                              | 2020            | Fractions de la République centrafricaine | Coalition de groupes multiples, y compris anti-balaka, 3R, et le MPC | François Bozizé,               | N'Djaména, Tchad                                    |
| République démocratique du Congo            | Maï-Maï                                                           | Guerre du Kivu                                                     | 2015            | Territoires au nord-est de la RDC | Groupes divers | Divers                         | Divers                                              |
| République démocratique du Congo            | Nduma défense du Congo-Rénové (en)                                | Guerre du Kivu                                                     | 2015            | Vastes territoires au Nord-Kivu | | Shimiray Mwissa Guidon         | Pinga                                               |
| Éthiopie                                    | Front uni des forces fédéralistes et confédéralistes éthiopiennes | Guerre civile éthiopienne                                          | 2021            | Territoires en Éthiopie | Coalition de divers groupes, y-compris le Front de libération du peuple du Tigré et l'armée de libération oromo                                                                                                  |                                | Mekele                                              |
| Mali                                        | Azawad                                                            | Guerre du Mali                                                     | 2012            | Territoires au nord du Mali | | Bilal Ag Acherif               | Kidal                                               |
| Mexique                                     | Municipalités zapatistes rebelles                                 | Révolte au Chiapas                                                 | 1994            | Territoires au nord des Chiapas | Diverses régions socialistes indépendantes de facto | Divers                         | Oventik                                             |
| Mozambique                                  | Ansar al-Sunna                                                    | Insurrection djihadiste au Mozambique                              | 2020            | Territoires dans la province de Cabo Delgado | Considéré par certains comme faisant partie de l'organisation de l'État islamique, | Inconnu                        | Base « Siri »                                       |
| Soudan                                      | Front révolutionnaire du Soudan (en)                              | Conflit au Kordofan du Sud                                         | 2011            | Fractions du Kordofan du Sud et de l'État du Nil Bleu | | Abdelaziz al-Hilu (en)         | Kauda (en)                                          |
| Syrie                                       | Hayat Tahrir al-Cham                                              | Guerre civile syrienne                                             | 2017            | Une grande partie du gouvernorat d'Idleb au nord-ouest de la Syrie | Une des factions de la guerre civile syrienne, membre de l'opposition | Abou Mohammed al-Joulani       | Idleb                                               |
| Syrie                                       | Maghaweir Al-Thawrah                                              | Guerre civile syrienne                                             | 2016            | Petites poches de résistance dans le désert syrien, près de la frontière jordanienne et irakienne, | Une des factions de la guerre civile syrienne, membre de l'opposition, alignée sur les États-Unis |                                | Al-Tanf                                             |
| Syrie                                       | Rojava                                                            | Guerre civile syrienne                                             | 2012            | Territoires du nord et de l'est de la Syrie, essentiellement outre-Euphrate | Une des factions de la guerre civile syrienne, membre de l'opposition, ennemie de la Turquie | Îlham Ehmed, Mansur Selum (en) | Qamichli                                            |
| Syrie                                       | Armée nationale syrienne                                          | Guerre civile syrienne                                             | 2017            | Zones frontalières du nord de la Syrie | Une des factions de la guerre civile syrienne, membre de l'opposition, alignée sur la Turquie | Anas al-Abdah (en)             | Azaz                                                |
| Yémen                                       | Mouvement du Sud                                                  | Guerre civile yéménite                                             | 2017            | Certains territoires au Sud-Yémen, | Organisé en réponse à divers griefs des Yéménites du sud. Il maintient une paix fragile avec le gouvernement yéménite.                                                                                           | Aïdarous al-Zoubaïdi           | Aden                                                |
| Yémen                                       | Houthis                                                           | Guerre civile yéménite                                             | 2004            | Zones contrôlées par les Houthis au Yémen, constituées de la majeure partie des anciens territoires de l'ex-république arabe du Yémen, y compris la capitale Sanaa, et certaines zones mineures de l'ex-république démocratique populaire du Yémen | Les Houthis contrôlent la capitale du Yémen par le biais du Conseil politique suprême, qui n'est pas reconnu par une grande partie de la communauté internationale en tant que gouverenment légitime du Yémen    | Mehdi Hussein al-Machat        | Sa'dah                                              |